# 1889 في الجزائر

فيما يلي قوائم الأحداث التي وقعت خلال عام 1889 في الجزائر.

## الحكم
- الإحتلال الفرنسي

## الأحداث
- 26 يونيو – منح الجنسية الفرنسية لكل الأوروبيين في الجزائر
- 12 نوفمبر – وصول 144 منفي جزائري إلى كاليدونيا الجديدة

## مواليد
- 16 مايو – مصالي الحاج الملقب بـ «أبو الأمة» زعيم وطني جزائري كان واحد من المطالبين بالاستقلال عن فرنسا منذ العشرينات.
- 13 جوان – محمد البشير الإبراهيمي من أعلام الفكر والأدب في العالم العربي ومن العلماء العاملين في الجزائر.وهو رفيق النضال لعبد الحميد ابن باديس في قيادة الحركة الإصلاحية الجزائرية، ونائبه ثم خليفته في رئاسة جمعية العلماء المسلمين، وكاتب تبنى افكار تحرير الشعوب العربية من الاستعمار، وتحرير العقول من الجهل والخرافات.
- 04 ديسمبر – عبد الحميد بن باديس من رجال الإصلاح في الوطن العربي ورائد النهضة الإسلامية في الجزائر، ومؤسس جمعية العلماء المسلمين الجزائريين.
- – محمد الأخضر الفيلالي
- – الشيخ الطيب العقبي عضو جمعية العلماء المسلمين